# La Máscara (película)
La máscara (título original: The Mask) es una película estadounidense de comedia y fantasía de 1994 dirigida por Chuck Russell y protagonizada por Jim Carrey, Cameron Diaz y Peter Greene. La cinta es una libre adaptación del cómic del mismo nombre creado por Mike Richardson para Dark Horse Comics.
La película fue un éxito de crítica y público; lideró el ranking nacional de recaudación en su año de estreno, convirtiéndose en la cuarta película más taquillera de 1994 e impulsó a Carrey como uno de los actores de comedia dominantes de los años 1990. Consagró además la carrera de la debutante Cameron Diaz. Carrey fue nominado a los premios Globos de Oro por esta película, que estuvo nominada a los Premios Oscar por mejores efectos visuales, perdiendo el galardón ante Forrest Gump, cuyos efectos también fueron realizados por ILM.

## Argumento
La película comienza con un buzo que lleva a cabo actividades submarinas en la costa de la ciudad, ahí accidentalmente abre una caja de metal que lleva siglos en el fondo del mar, de este sale una máscara de madera y metal que flota y es llevada por la marea hacia la ciudad. A partir de aquí la trama se desarrolla en Edge City (Ciudad Límite) y gira alrededor de la vida de dos hombres: El primero es Stanley Ipkiss (Jim Carrey), un torpe y tímido ejecutivo bancario fan de los dibujos animados quien es constantemente ridiculizado y humillado por los que le rodean: su jefe, su casera etc. Sus únicos amigos son su perro Milo y su compañero de trabajo Charlie Schumacher (Richard Jeni). El otro hombre es Dorian Tyrell (Peter Greene), un hampón dueño del club nocturno Coco Bongo, que usa como tapadera para sus negocios ilícitos, los cuales desea expandir para desbancar al rey del crimen de la ciudad, Niko (Orestes Matacena). Las vidas de estos dos hombres se cruzan cuando Tyrell envía a su atractiva novia, Tina Carlyle (Cameron Diaz) al banco donde trabaja Stanley, con la excusa de abrir una cuenta para fotografiar la caja fuerte con una cámara oculta y así planear un robo.
Stanley queda totalmente embobado por la belleza de Tina y ella también manifiesta interés por Stanley ya que a diferencia del común de los hombres se refiere a ella con respeto y modales. Eso es lo único bueno que le pasó ese día, ya que posteriormente en el taller mecánico lo estafan en las reparaciones y le entregan un auto en muy mal estado, cuando intenta entrar al club Coco Bongo junto a Charlie y dos amigas se lo impiden por no estar a la altura, aunque logra hablar con Tina, quien trabaja allí como cantante. Regresando a pie a su casa, termina encontrando la misteriosa máscara de madera flotando en el puerto de la ciudad, enganchada a lo que creyó un cuerpo y se lanza a rescatar pero que resultó ser un montón de basura flotante, y llevándosela a casa.
Una vez en su apartamento, Stanley se pone la máscara la cual demuestra cierto poder para inducirle a lo que quiera, ya que esta se adapta a su cara y saca un lado oculto de su personalidad, una desinhibida y alocada versión suya de dibujos animados que moldea su cuerpo y la realidad a su alrededor para hacer bromas y situaciones al estilo Tex Avery. Stanley utiliza sus poderes para asustar a su amargada casera, castigar a un grupo de pandilleros que intentaban robarlo y sodomizar con tubos de escape a los mecánicos que lo estafaron.
A la mañana siguiente, Stanley no está realmente seguro de si lo que vivió fue real o un sueño, por lo que tira la máscara por la ventana, pero con un efecto búmeran vuelve a su apartamento. Stanley es interrogado por Mitch Kellaway (Peter Riegert), teniente de la policía y la periodista Peggy Brandt (Amy Yasbeck), que están investigando las actividades de La Máscara la noche anterior. La noche siguiente a Stanley le tienta la idea de volver a usar la máscara, cosa que acaba haciendo. Decide ir a ver una de las actuaciones de Tina en el Coco Bongo vestido con un zoot suit, pero primero roba el banco donde trabaja, adelantándose a los hombres de Tyrell, que planeaban lo mismo, por lo que mientras él huía, la policía acribilló a los ladrones creyéndolos responsables. La Máscara usa el dinero robado para poder entrar en el club, donde baila un trepidante mambo con Tina. Es detenido por Tyrell, pero escapa. Tyrell es detenido temporalmente por Kellaway, acusado del robo. Kellaway encuentra un trozo del pijama de Stanley en el club.
Al día siguiente, Stanley es visitado por Tina en el banco y al ver que ella demuestra interés en la Máscara le miente diciendo que son amigos y que puede conseguirle una cita, cosa que ella acepta. Posteriormente se entrevista con un psicólogo experto en máscaras Dr. Arthur Neuman (Ben Stein), que le dice que la suya es una máscara de Loki, el malicioso dios nórdico de la oscuridad, aunque el doctor pone en duda la cordura de Stanley, ya que la máscara parece haber perdido sus poderes y no puede probarle que es real. Stanley concluye que por los atributos de Loki la máscara libera la parte de la personalidad que el individuo usualmente inhibe, pero solo funciona por las noches al haber sido creada por un dios de la oscuridad. Cuando Stanley pide al doctor consejo de cómo solucionar el dilema que a Tina le interese la Máscara mientras que a él le interesaba ella, como una forma de sacárselo de encima el doctor le aconseja que se presente como ambos ya que son la misma persona.
Tina y Stanley se encuentran en el parque, para que él le presente la Máscara a Tina, ya que la cita es durante el ocaso Stanley charla con la joven hasta que oscurece y posteriormente él se retira para volver como la Máscara. El encuentro no va bien ya que la Máscara acosa a Tina imitando la personalidad de Pepe Le Pew hasta que Kellaway aparece e intenta detenerlo, pero este vuelve a escapar encerrando a Kellaway y sus hombres en el parque y obligando a bailar una exuberante rumba a los policías que intentaban detenerlo antes de huir por los callejones de la ciudad. Stanley se quita la máscara y es perseguido por la policía, pero puede escapar con la ayuda de Peggy, que lo esconde en la imprenta del periódico; aunque esto resulta ser una trampa, pues realmente lo ha vendido a Tyrell y sus hombres quienes le esperan allí. Tyrell se queda la máscara y al usarla se convierte en una versión maligna y demoníaca de sí mismo. Posteriormente entrega a Stanley a la policía con una falsa máscara.
Stanley es encarcelado y Tina le visita en su celda apenada ya que realmente se ha ganado un espacio en su corazón, antes de irse le revela el plan de Tyrell de volar el Coco Bongo durante una fiesta donde participará Niko y las más grandes autoridades de la ciudad, incluido el alcalde Mitchell Tilton (Ivory Ocean). Tras despedirse Tina es raptada por Tyrell y sus hombres cosa que Stanley ve desde la ventana de su celda. Con la ayuda de Milo, Stanley consigue escapar, toma a Kellaway como rehén para poder salir de la cárcel. Va al Coco Bongo para salvar a Tina, pero también es capturado y Niko, el rey del crimen, es asesinado por Tyrell, quien coloca un poderoso explosivo que detonará el lugar y a todos los que hay dentro.
Tina engaña a Tyrell para que se quite la máscara y patea esta lejos de él, Milo aprovecha y se la coloca convirtiéndose en un salvaje perro de dibujos animados que ataca a los mafiosos mientras Stanley pelea a mano limpia contra Tyrell quien por la paliza acaba inconsciente dentro de la fuente del club, finalmente Stanley vuelve a ponerse la máscara para después ahuyentar a los matones y utilizando sus poderes se traga la bomba y deja que explote en su estómago; cuando Tyrell despierta e intenta matarlos, Stanley convierte la fuente en un desagüe que se traga a Tyrell. Con todos a salvo, Kellaway intenta detenerlo y acusarlo de ser la máscara, pero el alcalde lo impide ya que vio a Tyrell como esta criatura y puesto que Stanley les ha salvado la vida lo señala un ciudadano preocupado y heroico.
A la mañana siguiente Tina, Milo y Charlie junto a Stanley, van al puerto de la ciudad donde él planea arrojar la máscara al mar. Stanley le explica a Tina que duda si debe deshacerse del artefacto ya que sin su poder solo estará él, pero ella al oír esto le quita la máscara y la arroja al mar mientras lo besa. La película acaba con Charlie saltando al mar intentando coger la máscara pero Milo se lo impide ya que la ha cogido primero para sí mismo.

## Reparto
- Jim Carrey como Stanley Ipkiss / La Máscara: El protagonista de la película. Jim Carrey, quien interpreta a Stanley Ipkiss, comentó que caracterizó a Ipkiss como a su padre: «un buen tipo, sólo tratando de ser lo que es». Cuando Ipkiss se coloca la máscara, invierte su personalidad desgarbada, muy noble y torpe, a una loca, caricaturesca y simpática persona; también es capaz de manipular su propia forma y el mundo que le rodea, lo que implica la proyección sobre sí mismo, de sus sueños y fantasías.

- Cameron Diaz como Tina Carlyle: La novia del mafioso Dorian Tyrell, pero luego se siente atraída por Stanley Ipkiss. Tina se siente insatisfecha por la forma en que la trata Dorian, pero no lo desafía, hasta su encuentro con La Máscara en el Club Coco Bongo, encuentro que la deja impresionada. Incluso llega a tener una cita romántica con él, con desastroso final. Más tarde, intenta escapar de Dorian, pero este la captura y luego, en el asalto al casino, le hace pagar su traición amarrándola a un árbol, junto a la bomba que tenía preparada para hacer explotar todo el lugar. Afortunadamente, por un descuido de Dorian, el plan de este se echa a perder e Ipkiss logra salvarla, quedándose juntos. Antes que Díaz fuera escogida para el papel, se consideró a Vanessa L. Williams y Kristy Swanson para el papel. Incluso, hubo una oferta por parte del estudio, para Anna Nicole Smith.

- Peter Greene como Dorian Tyrell: El antagonista principal de la película. Dorian es un líder de la mafia local, que desea deshacerse de su superior, Niko, debido a la presión que ejerce sobre él. Después que Ipkiss, como La Máscara, le arruina su plan de robar el banco para lograr su objetivo principal, decide perseguirlo y acabarlo, llegando a hacer que Peggy lo traicione. Cuando Dorian logra tener la máscara y se la coloca, su rostro adquiere una forma grotesca, una figura que representa su malicia, exhibiendo un comportamiento bestial.

- Orestes Matacena como Niko: El jefe de la mafia de Edge City y el propietario del Club Coco Bongo. Ha sido perseguido durante mucho tiempo por el Teniente Kellaway, pero en última instancia, es asesinado por Dorian.

- Peter Riegert como el Teniente Mitch Kellaway: Un detective de la policía bastante serio y gruñón, que persigue a La Máscara durante toda la película y siempre tuvo en la mira a Stanley, al grado de hacer una emboscada en el Parque de la Ciudad que termina en un verdadero fiasco por obra de La Máscara. Después de la traición de Peggy, lo captura, pero Ipkiss, desesperado por salvar a Tina, llega incluso a secuestrarlo, obligarlo a ayudarle a detener a Dorian y recuperar a la máscara. Finalmente, cuando no puede convencer al alcalde de Edge City de sus sospechas (ya que el alcalde se convenció totalmente que Dorian era La Máscara), no tiene más remedio que resignarse y dejar ir a Ipkiss.

- Jim Doughan como el Detective Doyle: Compañero del teniente Kellaway. Es tan bonachón como inepto.

- Richard Jeni como Charlie Schumacher: Un amigo de Stanley Ipkiss. Charlie es amable, pero puede ser egoísta e irracional a veces.

- Amy Yasbeck como Peggy Brandt: Una periodista, que investigando el robo, se topa con Stanley Ipkiss y termina siendo amiga de él. No obstante, cerca del clímax de la película, Peggy traiciona a Ipkiss, por una recompensa de cincuenta mil dólares que le ofreció Dorian Tyrell, para lograr atrapar a La Máscara. Originalmente, Peggy moría asesinada por Dorian, cuando este se transforma en La Máscara. Sin embargo, el director Chuck Russell cortó esta escena ya que quería incluir al personaje en una secuela que nunca se realizó, al negarse Carrey a volver a interpretar al personaje.

- Jeremy Roberts como Bobby The Bouncer: Uno de los guardaespaldas de Dorian Tyrell, que trabaja como el portero del Club Coco Bongo.

- Ben Stein como el Dr. Arthur Neuman: Un psicólogo que le dice a Ipkiss, cuando este lo consulta, que la máscara fue creada por el dios nórdico de la noche Loki. También escribió un libro relativo al tema llamado Las máscaras que usamos.

- Ivory Ocean como Mitchell Tilton: El alcalde de Edge City.

- Reg E. Cathey como Freeze: Guardaespaldas y amigo de Dorian Tyrell. Era el líder de la banda que planeaba robar el Banco de Edge City, a órdenes de Dorian, pero La Máscara se les adelanta al golpe y terminan en un enfrentamiento con la policía. Gravemente herido, muere en la oficina de Dorian, motivando a este a buscar venganza en contra de La Máscara.

- William Daniel Mielcarek como Doc: Uno de los matones de Tyrell.

- Denis Forest como Sweet Eddy: Otro de los matones de Tyrell.

- Nils Allen Stewart como Orlando: Otro de los mafiosos de Tyrell.

- Nancy Fish como la Señora Peenman: La casera de Ipkiss, es gruñona, quisquillosa y siempre reclama a gritos cualquier cosa que haga sus inquilinos o contra su propiedad. Parece tenerle especial resquemor a Ipkiss.

- Blake Clark como Murray: El jefe de Peggy.

## Doblaje
| Personaje                        | Actor original   | Actor de voz (España) | Actor de voz (Hispanoamérica) | Actor de voz (España - redoblaje) |
| -------------------------------- | ---------------- | --------------------- | ----------------------------- | --------------------------------- |
| Stanley Ipkiss/La Máscara        | Jim Carrey       | Luis Posada           | Gerardo Reyero                | Antonio García Moral              |
| Teniente Mitch Kellaway          | Peter Riegert    | Dionisio Macías       | José Luis Orozco              | Joaquín Díaz                      |
| Dorian Tyrell/Dorian Loki Tyrell | Peter Greene     | Manolo García         | Salvador Delgado              | Dionisio Macías                   |
| Tina Carlyle                     | Cameron Diaz     | Marta Tamarit         | Mónica Manjarrez              | ?                                 |
| Niko                             | Orestes Matacena | Rogelio Hernández     | José Luis Castañeda           | ?                                 |
| Charlie Schumaker                | Richard Jeni     | Antonio Lara          | Herman López                  | Jordi Hurtado                     |
| Peggy Brandt                     | Amy Yasbeck      | Alicia Laorden        | Rocío Garcel                  | Azucena Díaz                      |
| Dr. Arthur Neuman                | Ben Stein        | Isidro Sola           | César Arias                   | Francisco Alborch                 |
| Freeze                           | Reg E. Cathey    | Miguel Ángel Jenner   | Miguel Ángel Ghigliazza       | ?                                 |
| Sweet Eddy                       | Denis Forest     | Alberto Mieza         | Victor Delgado                | ?                                 |
| Sra. Peenman                     | Nancy Fish       | Julia Gallego         | Magda Giner                   | ?                                 |
| Sr. Dickey                       | Eamonn Roche     | Sergio Zamora         | Jorge Roig Jr.                | ?                                 |
| Alcalde Mitchell Tilton          | Ivory Ocean      | Pepe Mediavilla       | Alejandro Villeli             | ?                                 |

## Recepción
La película fue un éxito de taquilla recaudando USD 119 millones a nivel nacional y más de USD 350 millones a nivel mundial, lo que la convirtió en la cuarta película más taquillera de 1994 y por entonces en la segunda película de superhéroes más recaudadora sólo detrás de Batman de Tim Burton. Los críticos aprobaron la película, entre ellos Roger Ebert del Chicago Sun-Times, que le dio tres de cuatro estrellas posibles alabando principalmente el desempeño de Jim Carrey. La máscara es una de las tres películas de 1994 protagonizadas por Carrey que lo consagraron como un ídolo de la comedia (junto con Ace Ventura y Dumb and Dumber). La película también se destacó por catapultar a la previamente desconocida Cameron Diaz como una gran estrella de Hollywood.
La película fue nominada a un premio Óscar por mejores efectos visuales, perdiendo contra Forrest Gump. Jim Carrey también estuvo nominado a un Globo de Oro por esta película, no obstante también fue nominado de manera controvertida a un Premio Raspberry a «Peor Nueva Estrella». En la actualidad tiene un 75% de «Comentarios frescos» en el sitio web Rotten Tomatoes. El consenso afirma: «Quizás erra y acierta con frecuencia, pero la grandilocuencia maniática de Carrey, las referencias a las películas de dibujos animados y la actuación de Diaz, en general, mantienen a La máscara a flote».
En el programa de televisión Siskel & Ebert, los críticos de cine le dieron «dos pulgares arriba» y estuvo en su lista de «las mejores películas de 1994». En el sitio web Metacritic la cinta tiene un puntaje de 56 sobre 100, lo que indica «críticas mixtas», con un total de doce opiniones.

## Efectos visuales
Los efectos visuales por ordenador estuvieron a cargo de Industrial Light & Magic (ILM) y Dream Quest Images. El director Chuck Russell grabó en video los ensayos de Carrey y luego trabajó en el diseño de los efectos del personaje a partir de la actuación del actor. Gracias a la expresividad y gesticulación de Carrey, al final se emplearon menos de los que se pretendían en principio. Sus exageradas expresiones también destacaban porque el artista de efectos de maquillaje Greg Cannon resaltó los rasgos de Carrey mediante el maquillaje, que cada día tardaba cuatro horas en aplicarle. La caracterización también incluía una dentadura postiza con grandes y blancos dientes, para emplear en las escenas sin diálogo y que sería recreada digitalmente cuando hablara y gesticulara, pero esto tampoco fue necesario porque Carrey aprendió a hablar con ella de manera convincente.

## Banda sonora
La banda sonora The Mask: Music From The Motion Picture fue lanzada el 26 de julio de 1994 por Chaos Records, en asociación con Sony Music Entertainment, e incluye canciones de Xscape, Tony! Toni! Toné!, Vanessa Williams, Harry Connick, Jr., el mismo Jim Carrey y varios otros.
Lista de canciones
1. «Cuban Pete» (Versión de C & C Pop Radio) - Jim Carrey
2. «Who's That Man» - Xscape
3. «This Business Of Love» - Domino
4. «Bounce Around» - Tony! Toni! Toné!
5. «(I Could Only) Whisper My Name» - Harry Connick, Jr.
6. «You Would Be My Baby» - Vannesa Williams
7. «Hi De Ho» - K7
8. «Let The Good Times Rolls» - Fishbone
9. «Straight Up» - The Brian Setzer Orchestra
10. «Hey! Pachuco» - Royal Crown Revue
11. «Gee Baby, Ain't I Good To You» - Susan Boyd
12. «Cuban Pete» (Versión De La Película) - Jim Carrey

### Banda sonora original de Randy Edelman
El score fue publicado poco después del lanzamiento del disco anterior, la orquesta fue dirigida por el músico Randy Edelman y la Orquesta Cinematográfica de Irlanda. La música swing ocupó un lugar destacado, influyendo en el resurgimiento de este estilo a principios de los años 1990.
Lista de canciones
1. «Opening - The Origin Of The Mask»
2. «Tina»
3. «Carnival»
4. «Transformation»
5. «Tango In The Park»
6. «Lovebirds»
7. «Out Of The Line Of Fire»
8. «A Dark Night»
9. «The Man Behind The Mask»
10. «Dorian Gets A New Face»
11. «Looking For A Way Out»
12. «The Search»
13. «Forked Tongue»
14. «Milo To The Rescue»
15. «The Mask Is Back»
16. «Finale»

## Secuelas
Tras el éxito de La máscara, fue inicialmente anunciada una secuela. Sin embargo, el mismo Jim Carrey se encargó de negar esta teoría. En 2005 fue estrenada una secuela, Son of the Mask, sin la participación de Carrey. La cinta fue un fracaso de taquilla y vapuleada por la crítica; cuenta con un ínfimo 6% de ranking aprobatorio en Rotten Tomatoes.
Sobre la posibilidad de realizar una tercera película, Mike Richardson ha afirmado: «Hemos hablado de revivir a La máscara, tanto en el cine como en la historietas. Hemos hecho un par de salidas en falso».

## Novelización
En 1994 se publicó la novelización de la película a cargo del autor Steve Perry. Esta relata los eventos de forma prácticamente similar a la película, siendo las únicas diferencias notables que, según el relato, Peggy si es asesinada en la imprenta, y que al inicio se narra como es que en la época precolombina un navío vikingo pasó meses en el mar con una caja atada con cadenas y conjuros para evitar que se abriera o extraviara buscando el confín del mundo para abandonarla allí, dentro de la caja se encuentra el dios Loki encarcelado en una máscara que le quita la libertad pero no restringe totalmente su poder. Tras acabar su viaje logran llegar hasta lo que en el futuro será la playa de Edge City, desembarcan la caja y la entierran con ayuda de una hechicera para después alejarse de vuelta a su tierra.